# Dalia Grybauskaitė
Dalia Grybauskaitė /ˈdaːlʲæ ɡʲrʲiːbɒʊsˈkaɪtʲeː/ (Vilnius, 1 de março de 1956) é uma política lituana, foi presidente da Lituânia de 2009 até 2019. Foi Comissária Europeia de Programação Financeira de 2004 até 2009.
Licenciada em economia pela Universidade de São Petersburgo em 1983, em 1991 graduou-se na Escola de Serviço Externo da Universidade de Georgetown, em Washington DC, Estados Unidos. 
Na década de 1990 começou uma carreira política, sendo Ministra das Relações Económicas Internacionais (1991-93) e dos Negócios Estrangeiros (1993-94). Posteriormente ocuparia o posto de Ministra das Finanças (2001-04), até que em 1 de maio de 2004 passou a fazer parte da Comissão Barroso. Em 26 de fevereiro de 2009, Grybauskaitė anunciou oficialmente a sua candidatura para a Presidência da Lituânia.
Em 17 de maio de 2009, obteve 68,18% da votação na eleição presidencial lituana de 2009, tornando-se, então, a primeira mulher eleita presidente do seu país. Em dezembro de 2012, houve o anúncio de que Grybauskaitė  receberia o Karlspreis de Aachen em 2013.